# Acraea fulva
Acraea fulva är en fjärilsart som beskrevs av Doubleday 1848. Acraea fulva ingår i släktet Acraea och familjen praktfjärilar. Inga underarter finns listade i Catalogue of Life.